# Gröngölingskåren
Gröngölingskåren (engelska: The Junior Woodchucks), även känd som Gröngölingarna, är en scoutliknande organisation för pojkar i Kalle Ankas universum. Gröngölingskåren förekom för första gången i en serie tecknad av Carl Barks 1951.

## Historik och beskrivning
Kåren grundades av Cypranius Knös, son till Ankeborgs grundare Cornelius Knös. Knatte, Fnatte och Tjatte är medlemmar med titeln general (ibland kallad 10-stjärnors generaler). Kårens ledare brukar bära titeln stormogul. Vidare finns även flera andra titlar; dessa är ofta särskilda förkortningar (till exempel benämns i en serie tecknad av Carl Barks och Daan Jippes 1972 en så kallad T.V.Å.L.F.A.G.E.R., vilket då är en förkortning för Toxikologisk Vetenskapsexpert på Åtgärdskraftig Limnologi och Fordringsfull Anhängare av Giftfri Ekologisk Renhet) en annan är ST.E.K (strategisk edsvuren kontrollant). Ankeborgs gröngölingskårs stormogul heter Filodemus Fimmelsven. Gröngölingskårens viktigaste hjälpmedel är Gröngölingsboken även kallad "Gröngölingarnas bok av outmättlig visdom". Gröngölingskårens medlemmar bär höga pälsmössor med svansar på.
Det finns en motsvarande flickorganisation som heter Grönspättorna. Det lär[källa behövs] också ha funnits en organisation som hette "Dagsländorna" där Kalle Anka var med som ung.
I den svenska tidningen Kalle Anka & C:o har Gröngölingarna använts i samband med presentationer av naturvetenskaplig karaktär.

### Snuffe
Snuffe (engelska: Snoozie) är Gröngölingarnas officiella spårningshund (av rasen blodhund). Han introducerades av Carl Barks i serien "Medaljens baksida" (Medaling Around) från 1953 och används nuförtiden främst av Egmont Creatives serieskapare, däribland Don Rosa. I Barks Gröngölingsserier från 1970-talet, bytte tuscharen Tony Strobl ut Snuffe mot Pluto, efter order från förläggaren. När Egmont under 1990- och 2000-talet lät Daan Jippes tuscha om dessa serier kom Snuffe åter.

## Böcker
Ett antal volymer av Gröngölingsboken har givits ut på svenska. Det är böcker med illustrerade praktiska tips av olika slag, särskilt i samband med naturutflykter. Nedan listas den första av dessa utgåvor.
- Gröngölingsboken. Malmö: Hemmets journal. 1972-1981. Libris 8204024